# Zoeken in Facebook-sociogram

Logo van Facebook

Zoeken in Facebook-sociogram (Engelse titel: (Facebook) Graph Search) is een zoekfunctionaliteit op de sociaalnetwerksite Facebook die het zoeken naar informatie over Facebook-gebruikers vergemakkelijkt.
Het wordt ontwikkeld door een team onder leiding van Lars Rasmussen en Tom Stocky, die beiden voorheen voor Google werkten. Zoeken in Facebook-sociogram gebruikt onder meer de gegevens die Facebook-gebruikers aan de website hebben toegevoegd, zoals foto's, likes en statusupdates. Met de zoekopdracht 'friends who like music' wordt bijvoorbeeld een overzicht verkregen van Facebook-vrienden die graag naar muziek luisteren. Een bètaversie werd reeds in januari 2013 uitgebracht. De zoekmachine werd op 8 juli 2013 beschikbaar gesteld aan de gebruikers met het Amerikaans-Engels als taalinstelling en zal mettertijd ook door anderen kunnen worden gebruikt.
De kritiek naar aanleiding van de introductie van zoeken in Facebook-sociogram heeft voornamelijk te maken met de privacy van de Facebook-gebruikers. Deze zou namelijk in het gedrang komen doordat de zoekmachine de gebruikersgegevens meer inzichtelijk maakt. Volgens Facebook zelf voldoet zoeken in Facebook-sociogram echter aan haar privacybeleid en wordt ook rekening gehouden met de privacyinstellingen. Een foto waarvan de uploader heeft ingesteld om deze alleen met zijn of haar vrienden te delen, blijft bijvoorbeeld alleen toegankelijk voor zijn of haar vrienden.